# تارهای نامرئی
تارهای نامرئی فیلمی به کارگردانی حبیب‌الله بهمنی و نویسندگی علیرضا ارسطوییان محصول سال ۱۳۷۶ است.

## خلاصه داستان
گروهی از غواصان که به سرپرستی کیوان محتشم (فرامرز قریبیان)، افسر نیروی دریایی، برای کشف یک مرکز ردیابی کشتی‌های ایرانی در خلیج فارس به زیر آب رفته‌اند، پس از شناسایی مرکز موفق به انهدام آن نمی‌شوند و مورد هجوم نیروهای عراقی قرار می‌گیرند. محتشم که به علت کمبود اکسیژن در زیر آب از ناحیه ریه مصدوم شده، در بیمارستان بستری می‌شود و به پیشنهاد کامران سپهر (جمشید جهان‌زاده)، همکلاس قدیمی‌اش، به ظاهر با نیروی دریایی تسویه حساب می‌کند و به سپهر می‌پیوندد. سپهر یک دلال بین‌المللی است و قصد دارد با تهدید محتشم به فاش کردن زندگی خصوصی او با همسر سابقش ترزا (که محتشم او را برای بازگشت به ایران ترک کرده)، وی را وادار به همکاری کند. سپهر با ترتیب دادن نمایشی که در آن زنی شبیه به ترزار با زنی دیگر به عنوان دختر ترزا و محتشم حضور دارند، محتشم را وادار می‌کند تا با او به خارج از کشور برود و با عراقی‌ها همکاری کند. در خارج از کشور محتشم از طریق مارچلو، برادر ترزا که بازیگر است، درمی یابد ترزا سال‌هاست درگذشته و هرگز دختری نداشته است. افراد سپهر که از آگاه شدن محتشم از اصل ماجرا هراسان شده‌اند، مارچلو را می‌کشند و محتشم را قاتل معرفی می‌کنند. محتشم به ظاهر همکاری با سپهر و نیروهای عراقی را می‌پذیرد و هدایت یک کشتی را به مقصد عراق به عهده می‌گیرد. اما با هماهنگی حفاظت نیروی دریایی و تکاوران، در یک فرصت مناسب عراقی‌ها خلع سلاح می‌شوند و مرکز دریابی کشتی‌ها نیز شناسایی می‌شود و مورد هدف قرار می‌گیرد. سپهر با محتشم در میان آب‌ها درگیر می‌شود و محتشم او را در کنار کوسه‌ها رها می‌کند و به وسیله یک چرخبال خود را نجات می‌دهد.

## بازیگران
- فرامرز قریبیان
- جمشید جهان‌زاده
- لیلا بوشهری
- فاطمه طاهری
- ناصر شریفی
- اسدالله یکتا
- شفیع آقامحمدیان
- محمد خلیلی